# هاچیکو منتظره
هاچیکو منتظره (انگلیسی: Hachiko Waits) یک اثر در ادبیات کودکان است که توسط لزلیا نیومن و تصویرگری ماچیو کودایرا ساخته شده‌است و از داستان واقعی هاچیکو سگ آکیتا (سگ) از ژاپن اقتباس شده‌است. این داستان یاسو، پسر جوانی را به داستان اضافه می‌کند و جوایز متعددی را از آن خود کرده‌است.

## خلاصه طرح
پروفسور هیده‌سابورو اوئنو و سگش هاچیکو هر روز یک برنامه را دنبال می‌کنند. در آوریل ۱۹۲۴، زمانی که هاچیکو شش‌ماهه بود، علیرغم اینکه پروفسور به او دستور داده بود که به خانه برگردد، از دروازه خانه خارج شد و به دنبال پروفسور تا ایستگاه قطار رفت. در ایستگاه قطار، کارمند ایستگاه، آقای یوشیکاوا، موافقت می‌کند که تا زمان بازگشت پروفسور، هاچیکو را مواظبت کند. در آنجا یاسو، پسری شش ساله، با هاچیکو آشنا می‌شود. سگ تا پنج دقیقه تا سه بعدازظهر منتظر می‌ماند که قطار پروفسور می‌رسد.
این روال هر روز به مدت یک سال ادامه دارد. با این حال، یک روز قطار می‌رسد در همان ساعت می‌رسد اما استاد در آن نیست. یاسو متوجه می‌شود که استاد دچار حمله قلبی شده و مرده‌است. هاچیکو در ایستگاه منتظر می‌ماند تا آخرین قطار در نیمه شب برسد. سپس یاسو به سختی او را به خانه اش می‌برد. با این حال، هاچیکو صبح روز بعد فرار می‌کند و پنج دقیقه به سه در ایستگاه منتظر استاد است.
یاسو و کارمند ایستگاه برای ده سال آینده از هاچیکو مراقبت می‌کنند، زیرا او هر روز بعد از ظهر به ایستگاه می‌آید تا منتظر ورود پروفسور باشد. روزنامه مقاله ای در مورد هاچیکو می‌نویسد و او در سراسر ژاپن مشهور می‌شود.
روزی که هاچیکو می‌میرد، یاسو شانزده ساله با هنرمندی مشهور آشنا می‌شود که می‌خواهد مجسمه سگ فداکار را کنده‌کاری کند. پس از تکمیل، مجسمه نیز مشهور می‌شود. یاسو در همان محل نصب مجسمه با دختری ملاقات می‌کند که ده سال بعد با او ازدواج می‌کند.